# 2023 v hudbě
Tento článek obsahuje události související s hudbou, které proběhly v roce 2023.

## Události
- Eurovision Song Contest 2023
- Colours of Ostrava 2023
- Ceny Anděl 2023
- Český slavík 2023

## Nejúspěšnější alba

### Celosvětově
Mezinárodní federace hudebního průmyslu označila jako nejúspěšnější, když brala v úvahu fyzické prodeje, digitální prodeje i streaming hudby, následující alba:
| Pořadí | Umělec        | Název alba              | Datum vydání       |
| ------ | ------------- | ----------------------- | ------------------ |
| 1.     | Seventeen     | FML                     | 24. dubna 2023     |
| 2.     | Stray Kids    | 5-Star                  | 2. června 2023     |
| 3.     | Morgan Wallen | One Thing at a Time     | 3. března 2023     |
| 4.     | Taylor Swift  | Midnights               | 21. října 2022     |
| 5.     | Taylor Swift  | 1989 (Taylor's Version) | 27. října 2023     |
| 6.     | NCT Dream     | ISTJ                    | 17. července 2023  |
| 7.     | SZA           | SOS                     | 9. prosince 2022   |
| 8.     | Seventeen     | Seventeenth Heaven      | 23. října 2023     |
| 9.     | Stray Kids    | Rock-Star               | 10. listopadu 2023 |
| 10.    | Travis Scott  | Utopia                  | 21. října 2021     |

### Česká republika
Česká národní skupina Mezinárodní federace hudebního průmyslu označila jako nejúspěšnější, když brala v úvahu fyzické prodeje, digitální prodeje i streaming hudby v České republice, následující alba:
| Pořadí | Umělec                 | Název alba           | Datum vydání       |
| ------ | ---------------------- | -------------------- | ------------------ |
| 1.     | Calin & Viktor Sheen   | Roadtrip             | 3. února 2023      |
| 2.     | Viktor Sheen           | Příběhy a sny        | 17. listopadu 2021 |
| 3.     | Marek Ztracený         | Originál             | 21. června 2023    |
| 4.     | Ektor                  | Detektor III         | 20. února 2023     |
| 5.     | Calin                  | Popstar              | 25. dubna 2021     |
| 6.     | Linkin Park            | Meteora              | 7. dubna 2023      |
| 7.     | The Rolling Stones     | Hackney Diamonds     | 20. října 2023     |
| 6.     | Yzomandias & Nik Tendo | Kruhy a vlny         | 16. listopadu 2022 |
| 3.     | Kabát                  | El presidento        | 5. října 2022      |
| 10.    | Imagine Dragons        | Mercury - Acts 1 & 2 | 1. července 2022   |

## Vydaná alba

### Česká

#### Leden
| Den | Album                         | Umělec                        | Poznámky          |
| --- | ----------------------------- | ----------------------------- | ----------------- |
| 5.  | Jaromír Löffler & Jeho kapela | Jaromír Löffler & Jeho kapela |                   |
| 8.  | Lajfka                        | Fleret                        | 2CD               |
| 8.  | Napoprvé                      | Naboso                        | EP                |
| 13. | Sunlight                      | FDK                           |                   |
| 20. | Out for Stimuli               | Dim Haze                      | EP                |
| 26. | Shoulders of Giants           | Floex                         | soundtrack ke hře |
| 27. | Můžeš mi říct                 | Poletíme?                     | singl             |
| 27. | MHD song                      | Ventolin                      | singl             |
| 30. | Messtery                      | Antigod                       |                   |

#### Únor
| Den | Album            | Umělec             | Poznámky |
| --- | ---------------- | ------------------ | -------- |
| 3.  | Quattro Formaggi | Bibione            | EP       |
| 3.  | Námořník         | Jana Vébrová       | singl    |
| 13. | Píseň o domově   | Marie Puttnerová   | singl    |
| 14. | Dare to Love     | Zofie Dares        |          |
| 14. | Možná lhát       | Tali a Pavel Čadek | singl    |
| 17. | Široko daleko    | Zrní               |          |

#### Březen
| Den | Album                         | Umělec                       | Poznámky            |
| --- | ----------------------------- | ---------------------------- | ------------------- |
| 10. | Kameny ze dna                 | Jana Vébrová                 |                     |
| 10. | Beskÿd                        | Beskÿd                       |                     |
| 13. | To bylo to Kladno (Live)      | Petr Linhart, Josef Štěpánek |                     |
| 14. | Píseň pro Olgu                | Aneta Langerová              | singl               |
| 17. | Maluju na nebe                | Vojtěch Nedvěd               | singl               |
| 17. | Illustratosphere              | Dan Bárta a Illustratosphere | reedice na CD i LP  |
| 17. | Entropicture                  | Dan Bárta a Illustratosphere | reedice na CD i 2LP |
| 18. | PETRI                         | Petr Lüftner                 |                     |
| 21. | Předseda                      | Muzikant Králíček            |                     |
| 23. | Linka nedůvěry                | Přeskopec                    |                     |
| 24. | LP XXIII                      | David Koller                 |                     |
| 24. | Popkorn                       | Celest & Charles             |                     |
| 27. | Čekám, až zavolají z Halyvůdu | Jiří Štědroň                 |                     |
| 31. | Volume3                       | Dead Daniels                 |                     |

#### Duben
| Den | Album          | Umělec           | Poznámky |
| --- | -------------- | ---------------- | -------- |
| 12. | Live 1971–1990 | Wabi Daněk       | 2CD      |
| 14. | Homunkulus     | Jan Fic          |          |
| 14. | Nostalgia      | Katapult         |          |
| 20. | Fighter        | Ladislav Korbel  | singl    |
| 21. | Pozdrav        | Marie Puttnerová | singl    |
| 28. | Laila tov      | Marie Puttnerová |          |
| 28. | /0             | Ohm Square       |          |

#### Květen
| Den | Album                | Umělec        | Poznámky |
| --- | -------------------- | ------------- | -------- |
| 2.  | Milenci ve sněhu     | Vladimír Veit |          |
| 2.  | Obrysy               | něco něco     | singl    |
| 12. | Luděk                | Bombarďák     |          |
| 18. | Oči pod ledem        | Mirek Kemel   | singl    |
| 26. | Minový pole          | Daniel Landa  |          |
| 26. | Best of do gramofonu | Poletíme?     | 2CD      |

#### Červen
| Den | Album          | Umělec              | Poznámky |
| --- | -------------- | ------------------- | -------- |
| 2.  | Asfalt         | Urband              |          |
| 2.  | Shame – Stud   | Kafka Band          | singl    |
| 16. | Chodec         | Sylvie Krobová      |          |
| 21. | Originál       | Marek Ztracený      |          |
| 23. | ŠÍLENCI        | Youlie              | EP       |
| 30. | Dead Club City | Nothing But Thieves |          |

#### Červenec
| Den | Album | Umělec          | Poznámky |
| --- | ----- | --------------- | -------- |
| 1.  | IV    | Safenat Paneach |          |

#### Září
| Den | Album              | Umělec                | Poznámky |
| --- | ------------------ | --------------------- | -------- |
| 1.  | Co my víme         | Bratři Ebenové        |          |
| 12. | Napodobování písma | Jan Běťák             |          |
| 15. | Z mého města       | Eva Mišíková, E+Mausy |          |

#### Říjen
| Den | Album                     | Umělec                        | Poznámky              |
| --- | ------------------------- | ----------------------------- | --------------------- |
| 3.  | Pramínek času             | Ivan Hlas                     |                       |
| 6.  | Všechno bude dobrý        | Jelen                         |                       |
| 6.  | Čas je šťastnej lhář      | Michal Prokop                 | CD nebo 2LP           |
| 10. | Kdo se bojí, musí do lesa | Pan Lynx                      |                       |
| 13. | Planeta opic              | Viktor Sheen                  |                       |
| 17. | Milostné písně            | Jakub Štorek a Noční optika   | EP                    |
| 20. | Bylo nebylo               | Radůza                        | 2CD kompilace best of |
| 25. | Údolí včel                | Anna K.                       |                       |
| 27. | Dopisy z květin           | Vlasta Redl a Každý den jinak | reedice na CD a LP    |
| 27. | sBohem                    | Sebastian Navrátil            |                       |

#### Listopad
| Den | Album                                         | Umělec       | Poznámky |
| --- | --------------------------------------------- | ------------ | -------- |
| 1.  | HovnoZle                                      | Krucipüsk    | CD i LP  |
| 6.  | VHS                                           | B4           |          |
| 15. | Poťouchlosti. Živé nahrávky z let 1986 & 1989 | Jiří Dědeček | 2CD      |

#### Prosinec
| Den | Album     | Umělec            | Poznámky |
| --- | --------- | ----------------- | -------- |
| 1.  | Letokruhy | Lucie Vondráčková |          |

### Zahraniční

#### Leden
| Den | Album                       | Umělec                     |
| --- | --------------------------- | -------------------------- |
| 1.  | Ambient23                   | Moby                       |
| 6.  | Every Loser                 | Iggy Pop                   |
| 6.  | I Rest My Case              | YoungBoy Never Broke Again |
| 6.  | Lies They Tell Our Children | Anti-Flag                  |
| 6.  | Phosphorescent              | Gabrielle Aplin            |
| 11. | Kaleidoscope                | Eir Aoi                    |
| 13. | Dying of Everything         | Obituary                   |
| 13. | Late Developers             | Belle and Sebastian        |
| 13. | Neon Noir                   | Ville Valo                 |
| 17. | 12                          | Rjúiči Sakamoto            |
| 20. | 4 (The Pink Album)          | Lukas Graham               |
| 20. | Cautionary Tales of Youth   | Låpsley                    |
| 20. | Five Easy Hot Dogs          | Mac DeMarco                |
| 20. | Make the Most of It         | New Found Glory            |
| 20. | Mercy                       | John Cale                  |
| 20. | Rush!                       | Måneskin                   |
| 20. | Sky Void of Stars           | Katatonia                  |
| 25. | Remember You                | Ajumi Hamasaki             |
| 27. | A Reckoning                 | Kimbra                     |
| 27. | Come Get Your Wife          | Elle King                  |
| 27. | Diamonds & Dancefloors      | Ava Max                    |
| 27. | Gloria                      | Sam Smith                  |
| 27. | Chaos & Colour              | Uriah Heep                 |
| 31. | Atum: Act Two               | The Smashing Pumpkins      |

#### Únor
| Den | Album                           | Umělec                       |
| --- | ------------------------------- | ---------------------------- |
| 1.  | Strawberry                      | Epik High                    |
| 2.  | Your Future Is Your Past        | The Brian Jonestown Massacre |
| 3.  | Get Up Sequences Part Two       | The GO! Team                 |
| 3.  | Heavy Heavy                     | Young Fathers                |
| 3.  | I + II                          | John Frusciante              |
| 3.  | My 21st Century Blues           | Raye                         |
| 3.  | Queen of Me                     | Shania Twain                 |
| 3.  | Requiem Mass                    | Korn                         |
| 3.  | Sugar World                     | Jonatan Leandoer96           |
| 3.  | The Wonders Still Awaiting      | Xandria                      |
| 8.  | Noixe                           | Nano                         |
| 9.  | Let Her Burn                    | Rebecca Black                |
| 10. | Dark Waters                     | Delain                       |
| 10. | Foregone                        | In Flames                    |
| 10. | The Jaws of Life                | Pierce the Veil              |
| 10. | Raven                           | Kelela                       |
| 10. | This Is Why                     | Paramore                     |
| 10. | This Stupid World               | Yo La Tengo                  |
| 10. | Truth Decay                     | You Me at Six                |
| 14. | Desire, I Want to Turn Into You | Caroline Polachek            |
| 14. | Rolling Up the Welcome Mat      | Kelsea Ballerini             |
| 16. | Cupido                          | Tini                         |
| 17. | 7s                              | Avey Tare                    |
| 17. | Dance Devil Dance               | Avatar                       |
| 17. | Quest for Fire                  | Skrillex                     |
| 17. | Trustfall                       | Pink                         |
| 18. | Don't Get Too Close             | Skrillex                     |
| 22. | The Sound                       | Stray Kids                   |
| 24. | Afterlyfe                       | Yeat                         |
| 24. | Cracker Island                  | Gorillaz                     |
| 24. | Drive                           | Tiësto                       |
| 24. | High Drama                      | Adam Lambert                 |
| 24. | Lighting Up the Sky             | Godsmack                     |
| 24. | On the Prowl                    | Steel Panther                |
| 24. | Start Again EP                  | Crystal Kay                  |
| 24. | Strange Dance                   | Phil Selway                  |

#### Březen
| Den | Album                                               | Umělec                   |
| --- | --------------------------------------------------- | ------------------------ |
| 3.  | BBC Broadcasts                                      | Genesis                  |
| 3.  | Ben                                                 | Macklemore               |
| 3.  | Heimdal                                             | Enslaved                 |
| 3.  | I Don't Know a Thing About Love                     | Willie Nelson            |
| 6.  | Liberation 2                                        | Talib Kweli a Madlib     |
| 8.  | NMB13                                               | NMB48                    |
| 9.  | Mutiny on the Starbarge                             | Wes Borland              |
| 10. | Endless Summer Vacation                             | Miley Cyrus              |
| 10. | Oh Me Oh My                                         | Lonnie Holley            |
| 10. | Party Like a Pop Star                               | XOMG POP!                |
| 10. | Ready to Be                                         | Twice                    |
| 10. | Remember… You Must Die                              | Suicide Silence          |
| 17. | The Awakening                                       | Kamelot                  |
| 17. | Eat Your Young                                      | Hozier                   |
| 17. | Fantasy                                             | M83                      |
| 17. | Lil Pump 2                                          | Lil Pump                 |
| 17. | On Top of the Covers                                | T-Pain                   |
| 17. | Songs of Surrender                                  | U2                       |
| 17. | Tell Me I'm Alive                                   | All Time Low             |
| 21. | Sorry                                               | Severina                 |
| 24. | Death Below                                         | August Burns Red         |
| 24. | Did You Know That There's a Tunnel Under Ocean Blvd | Lana Del Rey             |
| 24. | Face                                                | Jimin                    |
| 24. | The Flames pt. 2                                    | Kele Okereke             |
| 24. | I Go to the Rock                                    | Whitney Houston          |
| 24. | Love & Money                                        | Katie Melua              |
| 24. | Memento Mori                                        | Depeche Mode             |
| 24. | More Inspiration                                    | Saxon                    |
| 24. | The Other One                                       | Babymetal                |
| 24. | Plays with Others                                   | Jeff Goldblum            |
| 24. | RR                                                  | Rosalía a Rauw Alejandro |
| 24. | So Much (for) Stardust                              | Fall Out Boy             |
| 29. | Ni                                                  | Yuuri                    |
| 31. | Apocalypse                                          | Rotten Sound             |
| 31. | Continue as a Guest                                 | The New Pornographers    |
| 31. | Different Game                                      | The Zombies              |
| 31. | Portals                                             | Melanie Martinez         |
| 31. | Screem Writers Guild                                | Lordi                    |
| 31. | Void Eternal                                        | Nothing,Nowhere          |

#### Duben
| Den | Album              | Umělec                             |
| --- | ------------------ | ---------------------------------- |
| 3.  | Blank Page         | Kim Woo-seok                       |
| 7.  | Interludium        | Powerwolf                          |
| 7.  | Higher Than Heaven | Ellie Goulding                     |
| 11. | Image              | picco, Hatsune Miku                |
| 12. | Last Aurorally     | Ling Tosite Sigure                 |
| 14. | Xoxo               | Capchii, Hatsune Miku              |
| 14. | 72 Seasons         | Metallica                          |
| 14. | Scorched           | Overkill                           |
| 19. | MOViNG ON          | Osanzi, Hatsune Miku, Kagamine Rin |
| 21. | Atum: Act Three    | The Smashing Pumpkins              |
| 21. | Fuse               | Everything but the Girl            |
| 28. | NX STARS 02        | NEXTLIGHT                          |
| 28. | Daybreak           | picco, Dopam!ne                    |

#### Květen
| Den | Album              | Umělec   |
| --- | ------------------ | -------- |
| 3.  | Waken Up           | Adomiori |
| 7.  | Samishii Nettaigyo | ClariS   |
| 19. | Phantomime (EP)    | Ghost    |
| 26. | 1977               | Sirenia  |

#### Červen
| Den | Album                  | Umělec                  |
| --- | ---------------------- | ----------------------- |
| 2.  | Life Is but a Dream... | Avenged Sevenfold       |
| 2.  | But Here We Are        | Foo Fighters            |
| 9.  | Adderall (EP)          | Slipknot                |
| 16. | In Times New Roman...  | Queens of the Stone Age |
| 30. | Dead Club City         | Nothing But Thieves     |

#### Červenec
| Den | Album                        | Umělec       |
| --- | ---------------------------- | ------------ |
| 7.  | Speak Now (Taylor's Version) | Taylor Swift |
| 28. | Truth Killer                 | Sevendust    |

#### Srpen
| Den | Album | Umělec       |
| --- | ----- | ------------ |
| 25. | Road  | Alice Cooper |

#### Září
| Den | Album                  | Umělec      |
| --- | ---------------------- | ----------- |
| 8.  | Richter und Henker     | Oomph!      |
| 29. | Autumn Variations      | Ed Sheeran  |
| 29. | The Sinner Rides Again | KK's Priest |

#### Říjen
| Den | Album                         | Umělec             |
| --- | ----------------------------- | ------------------ |
| 6.  | For All the Dogs              | Drake              |
| 6.  | This Is Why                   | Paramore           |
| 6.  | Are We There Yet?             | Rick Astley        |
| 10. | Dark Christmas (covers album) | Tarja              |
| 13. | Rewind Forward                | Ringo Starr        |
| 20. | One More Time...              | Blink-182          |
| 20. | Christmas                     | Cher               |
| 20. | Hackney Diamonds              | The Rolling Stones |
| 20. | Bleed Out                     | Within Temptation  |
| 27. | 1989 (Taylor's Version)       | Taylor Swift       |
| 27. | Zig                           | Poppy              |

Listopad
| Den | Album        | Umělec         |
| --- | ------------ | -------------- |
| 3.  | Die About It | Bad Wolves     |
| 3.  | Zunge        | Till Lindemann |

## Koncertní turné

### Proběhlá
| - Ed Sheeran – - Tour - Alicia Keys – Alicia + Keys World Tour - The 1975 – At Their Very Best - Kendrick Lamar – The Big Steppers Tour - Björk – Björk Orkestral - Blackpink – Born Pink World Tour - Arctic Monkeys – The Car Tour - Madonna – The Celebration Tour - Björk – Cornucopia - Carrie Underwood – Denim & Rhinestones Tour - Backstreet Boys – DNA World Tour - Sabrina Carpenter – Emails I Can't Send Tour - Kiss – End of the Road World Tour - Taylor Swift – The Eras Tour - Louis Tomlinson – Faith in the Future World Tour - Elton John – Farewell Yellow Brick Road - Kim Petras – Feed the Beast World Tour - Iron Maiden – The Future Past Tour - Billie Eilish – Happier Than Ever, The World Tour - Michael Bublé – Higher Tour - Eagles – Hotel California 2020 Tour | - Nightwish – Human. :II: Nature. World Tour - (G)I-dle – I Am Free-ty World Tour - Ghost – Imperatour - The Killers – Imploding the Mirage Tour - Alicia Keys – Keys to the Summer Tour - Foals – Live Is Yours Tour - Lil Nas X – Long Live Montero Tour - Harry Styles – Love On Tour - Depeche Mode – Memento Mori Tour - Imagine Dragons – Mercury World Tour - Sting – My Songs Tour - Mylène Farmer – Nevermore 2023/2024 - Aerosmith – Peace Out: The Farewell Tour - Shania Twain – Queen of Me Tour - Rammstein – Rammstein Stadium Tour - My Chemical Romance – Reunion Tour - Roger Waters – This Is Not a Drill - Janet Jackson – Together Again - Guns N' Roses – We're F'N' Back! Tour - Def Leppard a Mötley Crüe – The World Tour |

### Probíhající
- Ed Sheeran – +–=÷× Tour[14]
- The Weeknd – After Hours til Dawn Tour[15][16]
- Billy Joel – Billy Joel in Concert
- Metallica – M72 World Tour
- Coldplay – Music of the Spheres World Tour